# Нолан, Кен
Кен Нолан (англ. Ken Nolan) — американский писатель и сценарист, наиболее известен тем, что адаптировал роман 1999 года писателя Марка Боудена «Чёрный ястреб» для одноимённого оскароносного фильма, а также известен как сценарист мини-сериала TNT «Контора», за который он выиграл премию Гильдии сценаристов США.

## Карьера
В начале 2015 года он опубликовал свой первый роман «Отродье».
Его наняли, чтобы заменить Эрена Крюгера в качестве сценариста к серии фильмов «Трансформеры». На данном этапе он написал сценарий к фильму «Трансформеры: Последний рыцарь» и к пока ещё безымянному спин-оффу из серии.